# 2-アルキン-1-オールデヒドロゲナーゼ
2-アルキン-1-オールデヒドロゲナーゼ（2-alkyn-1-ol dehydrogenase）は、次の化学反応を触媒する酸化還元酵素である。
2-ブチン-1,4-ジオール + NAD+ {\displaystyle \rightleftharpoons } 4-ヒドロキシ-2-ブチナール + NADH + H+
反応式の通り、この酵素の基質は2-ブチン-1,4-ジオールとNAD+、生成物は4-ヒドロキシ-2-ブチナールとNADHとH+である。
組織名は2-butyne-1,4-diol:NAD+ 1-oxidoreductaseである。